# Liris
Liris är en av de största floderna i mellersta Italien. 
Liris källor ligger i Monte Camiciola (1701 meter) som ligger i Simbruini-bergen i centrala Apenninerna (kommunen Cappadocia, provinsen L'Aquila i regionen Abruzzo). 
Vid staden Sora (provinsen Frosinone i regionen Lazio) flyter Liris samman med floden Fibreno och sedan vidare till Ceprano (provinsen Frosinone i regionen Lazio) där floden flyter samman med floden Sacco. Kort därefter är floden uppdämd i en damm. 
Ytterligare en flod, Melfa, flyter samman med Liris nära Aquino (provinsen Frosinone i regionen Lazio). Floden flyter vidare till Cassino där den flyter samman med floden Gari (även kallad Rapido). Den nya gemensamma floden kallas Garigliano som flyter ut i Tyrrenska havet söder om Minturno (Latina i regionen Lazio). 
Liris var gränsflod för folket sidiciner. Den var välkänd under antiken och nämns av såväl Strabon som Plinius d.ä. De kallade floden Clanis, vilket tycks ha varit ett vanligt namn på floder. Floden beskrivs av många romerska poeter, liksom senare artonhundratalsresenärer, som en mycket stillsam flod.